# Каупо (Белуно)
Каупо (итал. Caupo) је насеље у Италији у округу Белуно, региону Венето.
Према процени из 2011. у насељу је живело 349 становника. Насеље се налази на надморској висини од 324 м.